# Калвизии
Калвизиите (на латински: Calvisii, Calvisius, Calvisia) са фамилия от Древен Рим.
Техните когномен са Сабин (Calvisii Sabini) и Рузон (Calvisii Rusones).
Известни с това име:
Когномен Сабин (Calvisii Sabini):
- Гай Калвизий Сабин (консул 39 пр.н.е.)
- Гай Калвизий Сабин (консул 4 пр.н.е.), син на горния
- Гай Калвизий Сабин (консул 26 г.), син на горния
- Корнелия (съпруга на Калвизий) († 39 г.), от род Корнелии, съпруга на Гай Калвизий Сабин (консул 26 г.)
- Публий Калвизий Сабин Попмоний Секунд, суфектконсул 44 г., поет

Когномен Рузон (Calvisii Rusones):
- Публий Калвизий Рузон, суфектконсул 53 г.
- Публий Калвизий Рузон (консул 79 г.) суфектконсул 79 г
- Публий Калвизий Рузон Юлий Фронтин, суфектконсул 84 г.
- Публий Калвизий Тул Рузон, консул 109 г., баща на Домиция Луцила, майката на Марк Аврелий

Други:
- Луций Калвизий Тавър, гръцки философ 2 век.
- Калвизий Руф, управител на Britannia Inferior 222 – 235 г.